# Aïn Jemaa
Aïn Jemaa (arabiska: عين جمعة) är en ort i Marocko, som i folkräkningen räknas som stad i landskommunen med samma namn. Den ligger i prefekturen Meknès och regionen Fès-Meknès, 100 km öster om huvudstaden Rabat. Antalet invånare var 2 489 vid folkräkningen 2014.